# Eynar Tamame
Né le 23 novembre 1979, Eynar Tamame est un karatéka cubain surtout connu pour avoir remporté la médaille d'or en kumite individuel masculin moins de 60 kilos aux championnats panaméricains de karaté 2006 organisés à Saint-Domingue, en République dominicaine.

## Résultats
| Résultat          | Date         | Épreuve                   | Catégorie | Compétition                     | Ville hôte                                |
| ----------------- | ------------ | ------------------------- | --------- | ------------------------------- | ----------------------------------------- |
| Médaille d'or     | 2006         | Kumite individuel - 60 kg | Seniors   | Championnats panaméricains 2006 | Saint-Domingue, en République dominicaine |
| Médaille d'argent | Juillet 2007 | Kumite individuel - 60 kg | Seniors   | Jeux panaméricains 2007         | Rio de Janeiro, au Brésil                 |